# Oisín

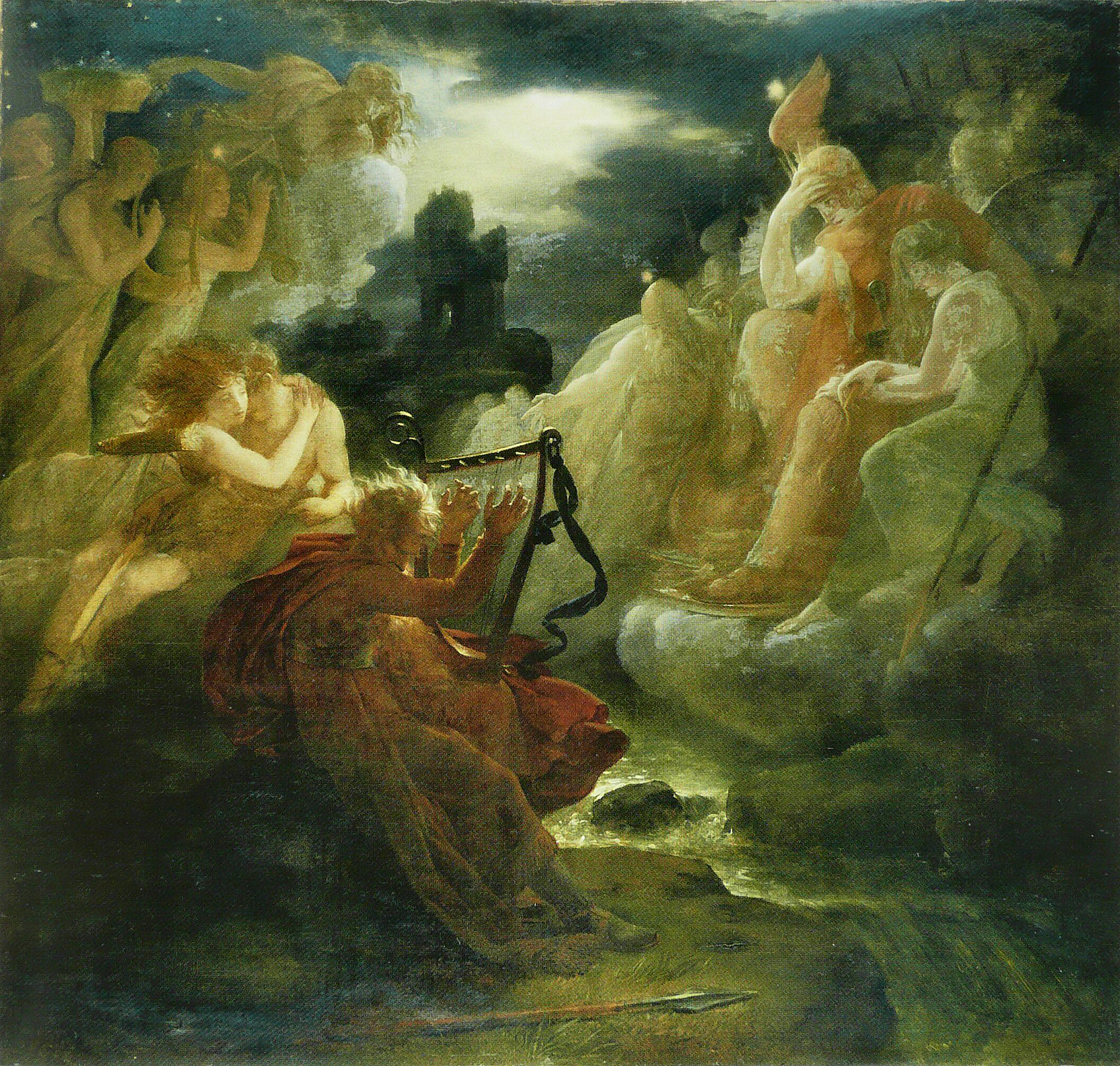
Oisìn jouant de la harpe par François Gérard.

Oisín est un personnage imaginaire de la mythologie celtique irlandaise, fils de Sadbh et Fionn Mac Cumhaill. 
Quand Oisín eut sept ans, Finn l'envoya vivre chez des parents adoptifs, et au début de son adolescence, il rejoignit le groupe des Fianna. Il était capable de courir facilement à travers la forêt tout en évitant les lances que les autres lui jetaient dans le cadre de défis sportifs. Bientôt, Oisin se rendit célèbre pour ses bonnes actions et devint le chef de l'un des groupes. Il aimait sa vie avec les Fianna et ne pouvait en imaginer une autre, mais le destin avait d'autres projets pour lui. 
Niamh Chinn Óir, Niamh des cheveux d'or, la reine féerique de  Tir na n'Og, remarqua un jour qu'il était assis près du rivage, de l'autre côté de la mer, elle pensait qu'il était l'homme le plus beau qu'elle ait jamais vu et voulait qu'il soit son amant. Elle a traversé la mer sur son cheval blanc, s'est arrêtée et a parlé à Oisin. Elle lui a parlé de son pays merveilleux, où personne ne vieillit ni ne tombe malade, où il n’y a ni faim ni guerre, où il fait toujours chaud, où les fleurs sont toujours en fleurs et tout le monde est heureux. Niamh demanda de l'accompagner à Tir na n'Og et de vivre avec elle. Indécis, Oisin pria Niamh de le laisser réfléchir avant de passer la nuit ; il était très attiré par elle, mais réticent à l'idée de quitter ses amis et sa famille.
Au matin, il décida de suivre Niamh et ils traversèrent les vagues pour se rendre à Tir na n'Og. Comme Niamh le lui avait promis, la vie y était idyllique : ils se marièrent et eurent deux fils et une fille. Trois cents années mortelles s'écoulèrent à l'insu d'Oisin. Il désirait cependant ardemment revoir ses anciens compagnons du Fianna.
Il l'avoua finalement à Niamh et lui demanda s'il lui était possible de revenir pour une visite. Elle lui expliqua alors en quoi le temps était différent à Tir na n'Og : tous ceux qu'il connaissait seraient partis depuis longtemps. Mais Oisin était néanmoins déterminé à le vérifier par lui-même et à contrecœur, Niamh le renvoya dans le monde des mortels sur son cheval blanc, avec pour instruction de rester en selle quoi qu’il advienne ; dans le cas contraire, il serait incapable de retourner à Tir na n'Og. Il chevaucha alors à travers les vagues et atterrit près de la colline d'Allen, mais rien ne semblait familier : les forêts avaient disparu et la colline avait été envahie par la végétation. Il comprit que Niamh avait raison et se retourna tristement pour la rejoindre.
Sur son chemin, il rencontra un groupe d'hommes qui essayaient de soulever une pierre. Il leur demanda tout de même où il pouvait trouver Finn et les Fianna et ils lui dirent qu'il ne s'agissait que de légendes racontées par leurs grands-pères. Surpris et attristé Oisin leur proposa tout de même son aide pour soulever la pierre. Mais alors qu'il se baissait pour le faire, il tomba de cheval : toutes les années qui l'avaient épargné jusqu'ici le rattrapèrent alors et il vieillit instantanément. Les hommes, ne pouvant croire ce qu'ils voyaient, envoyèrent chercher St Patrick .
A son arrivée, Patrick demanda à Oisin de lui raconter son histoire et s'occupa de la retranscrire. Il lui révéla également qu'il avait besoin d’un baptême pour être sauvé. Oisin voulut savoir si Finn et ses amis Fianna avaient aussi été baptisés, mais St Patrick lui a rétorqua que ce n'était pas le cas, et que c'était pour cette raison qu'ils étaient allés en Enfer, considérés comme des pécheurs et des païens. En entendant cela, Oisin déclara que si le Ciel n'était pas assez beau pour ses compatriotes, il ne serait pas assez bien pour lui non plus.
Lorsqu'il rendit son dernier soupir, son esprit rejoignit ses proches au Pays de la jeunesse éternelle.

## Mythologie comparée
Cette histoire comporte de nombreuses ressemblances avec d'autres contes non-européens, comme celui d'Urashima Tarō, dans lequel un pêcheur meurt peu après être revenu chez lui, alors qu'il avait séjourné près de trois siècles dans un palais sous-marin.

## Le Lai d'Oisín
Le personnage apparaît notamment dans le Lai d'Oisín au pays de la jeunesse éternelle (Laoi Oisín ar Thír na n-Óg’ en gaélique irlandais), un lai écrit en 1896 par Miceál Coimín. Ce poème, écrit dans un vieux langage gaélique, parle d'Oisín et de Niamh comme d'une guerrière fianna et une princesse de l'Autre Monde.